# Odostomia plicata
Odostomia plicata é uma espécie de molusco pertencente à família Pyramidellidae.
A autoridade científica da espécie é Montagu, tendo sido descrita no ano de 1803.
Trata-se de uma espécie presente no território português, incluindo a zona económica exclusiva.